# Cittarium maestratii
Cittarium maestratii là một loài ốc biển đã tuyệt chủng trong họ Turbinidae.
Nó được tìm thấy ở Chattian, trong thời kỳ Hậu Oligocene.

## Phân bố
St-Paul-Les-Dax, Aquitaine, France.